# Puchar Spenglera 2012
86. edycja Pucharu Spenglera – rozegrana została w dniach 26–31 grudnia 2012. Wzięło w niej udział po raz trzeci w historii turnieju sześć zespołów. Mecze rozgrywane były w hali Vaillant Arena.
Do turnieju oprócz drużyny gospodarzy HC Davos oraz tradycyjnie uczestniczącego Teamu Canada zaproszono cztery drużyny: Adler Mannheim, Fribourg-Gottéron, HC Vítkovice oraz Saławat Jułajew Ufa. Po zwiększeniu turnieju do sześciu drużyn rozgrywki podzielono na dwie grupy. Pierwsza nazwana została na cześć Richarda Torrianiego dwukrotnego brązowego medalistę igrzysk olimpijskich w hokeju na lodzie z 1928 i 1948 oraz srebrnego medalistę mistrzostw świata w saneczkarstwie w jedynkach mężczyzn z 1957 roku. Wszystkie te medale zdobył w Davos. Druga grupa została nazwana na część Hansa Cattini oraz Ferdinanda Cattini. Cała trójka grała w przeszłości w zespole HC Davos.
Z racji podziału na grupy po rozegraniu meczów fazy grupowej odbyły się dwa spotkania o awans do półfinałów turnieju. Zwycięzcy półfinałów rozegrali finałowe spotkanie w samo południe 31 grudnia 2012 roku.
Obrońcami tytułu była drużyna gospodarzy, której nie udało się obronić tytułu, przegrywając w finale z drużyną Team Canada.

## Faza grupowa
Grupa Torriani
| 26 grudnia 2011 | Fribourg-Gottéron | 5:1 | Saławat Jułajew Ufa | Vaillant Arena |

| Szczegóły      | Szczegóły                                                                                                   | Szczegóły       | Szczegóły            | Szczegóły                                                                         |
| -------------- | --- | --------------- | -------------------- | --------------------------------------------------------------------------------- |
| Godzina: 15:00 | B. Plüss (EQ) 25:20 G. Mauldin (SH) 26:45 A. Bykow (EQ) 49:01 J. Sprunger (EQ) 53:01 M. Knoepfli (EQ) 56:27 | (0:1, 2:0, 3:0) | 15:06 (PP) I. Mirnow | Widzów: 6504 Sędzia główny: Daniel Piechaczek Sędziowie liniowi: Graham Skilliter |
| Godzina: 15:00 | 12 min. |                 | 16 min.              | Widzów: 6504 Sędzia główny: Daniel Piechaczek Sędziowie liniowi: Graham Skilliter |

| 27 grudnia 2011 | HC Vítkovice | 4:5 pd. | Saławat Jułajew Ufa | Vaillant Arena |

| Szczegóły      | Szczegóły                                                                       | Szczegóły            | Szczegóły | Szczegóły                                                                     |
| -------------- | ------------------------------------------------------------------------------- | -------------------- | --- | ----------------------------------------------------------------------------- |
| Godzina: 15:00 | R. Huna (EQ) 06:17 R. Huna (EQ) 10:00 O. Roman (EQ) 21:12 V. Svačina (EQ) 26:43 | (2:1, 2:2, 0:1, 0:1) | 14:42 (EQ) S. Zinowjew 23:56 (EQ) I. Mirnow 34:09 (EQ) S. Zinowjew 40:36 (EQ) N. Fiłatow 60:12 (EQ) K. Kolcow | Widzów: 6504 Sędzia główny: Daniel Piechaczek Sędziowie liniowi: Brent Reimer |
| Godzina: 15:00 | 12 min.                                                                         |                      | 6 min. | Widzów: 6504 Sędzia główny: Daniel Piechaczek Sędziowie liniowi: Brent Reimer |

| 28 grudnia 2011 | Fribourg-Gottéron | 1:2 | HC Vítkovice | Vaillant Arena |

| Szczegóły      | Szczegóły              | Szczegóły       | Szczegóły                               | Szczegóły                                                                         |
| -------------- | ---------------------- | --------------- | --------------------------------------- | --------------------------------------------------------------------------------- |
| Godzina: 15:00 | J. Sprunger (EQ) 44:39 | (0:1, 0:1, 1:0) | 08:50 (EQ) R. Szturc 21:45 (EQ) R. Huna | Widzów: 6504 Sędzia główny: Stéphane Rochette Sędziowie liniowi: Graham Skilliter |
| Godzina: 15:00 | 8 min.                 |                 | 12 min.                                 | Widzów: 6504 Sędzia główny: Stéphane Rochette Sędziowie liniowi: Graham Skilliter |

| Lp. | Zespół              | M | Pkt | W | WpD | PpD | P | G + | G - | +/- |
| --- | ------------------- | - | --- | - | --- | --- | - | --- | --- | --- |
| 1   | HC Vítkovice        | 2 | 4   | 1 | 0   | 1   | 0 | 6   | 6   | 0   |
| 2   | Fribourg-Gottéron   | 2 | 3   | 1 | 0   | 0   | 1 | 6   | 3   | +3  |
| 3   | Saławat Jułajew Ufa | 2 | 2   | 0 | 1   | 0   | 1 | 6   | 9   | -3  |

Lp. = lokata, M = liczba rozegranych spotkań, Pkt = Liczba zdobytych punktów, W = Wygrane, WpD = Wygrane po dogrywce lub karnych, PpD = Porażki po dogrywce lub karnych, P = Porażki, G+ = Gole strzelone, G- = Gole stracone, +/- = bilans bramek
Grupa Cattini
| 26 grudnia 2011 | Team Canada | 1:2 pd. | Adler Mannheim | Vaillant Arena |

| Szczegóły      | Szczegóły            | Szczegóły            | Szczegóły                                       | Szczegóły                                                                        |
| -------------- | -------------------- | -------------------- | ----------------------------------------------- | -------------------------------------------------------------------------------- |
| Godzina: 20:15 | T. Seguin (EQ) 49:30 | (0:1, 0:0, 1:0, 0:1) | 15:54 (PP) A. Mitchell 63:00 (EQ) J. Pominville | Widzów: 6504 Sędzia główny: Antonín Jeřábek Sędziowie liniowi: Stéphane Rochette |
| Godzina: 20:15 | 10 min.              |                      | 12 min.                                         | Widzów: 6504 Sędzia główny: Antonín Jeřábek Sędziowie liniowi: Stéphane Rochette |

| 27 grudnia 2011 | HC Davos | 0:5 | Team Canada | Vaillant Arena |

| Szczegóły      | Szczegóły | Szczegóły       | Szczegóły | Szczegóły                                                                       |
| -------------- | --------- | --------------- | --- | ------------------------------------------------------------------------------- |
| Godzina: 20:15 |           | (0:2, 0:2, 0:1) | 09:16 (PP) J. Tavares 10:01 (EQ) R. Smyth 25:18 (SH) B. Ritchie 32:23 (PP) B. Ritchie 54:01 (EQ) J. Williams | Widzów: 6504 Sędzia główny: Graham Skilliter Sędziowie liniowi: Antonín Jeřábek |
| Godzina: 20:15 | 10 min.   |                 | 12 min. | Widzów: 6504 Sędzia główny: Graham Skilliter Sędziowie liniowi: Antonín Jeřábek |

| 28 grudnia 2011 | Adler Mannheim | 2:6 | HC Davos | Vaillant Arena |

| Szczegóły      | Szczegóły                                       | Szczegóły       | Szczegóły | Szczegóły                                                                   |
| -------------- | ----------------------------------------------- | --------------- | --- | --------------------------------------------------------------------------- |
| Godzina: 20:15 | D. Seidenberg (EQ) 03:18 F. Kettemer (EQ) 23:11 | (1:0, 1:3, 0:3) | 24:16 (EQ) E. Corvi 28:45 (PP) D. Wieser 31:13 (EQ) D. Wieser 40:36 (EQ) L. Eriksson 48:24 (EQ) G. Hofmann 50:00 (EQ) S. Alatalo | Widzów: 6504 Sędzia główny: Antonín Jeřábek Sędziowie liniowi: Brent Reiber |

| Lp. | Zespół         | M | Pkt | W | WpD | PpD | P | G + | G - | +/- |
| --- | -------------- | - | --- | - | --- | --- | - | --- | --- | --- |
| 1   | Team Canada    | 2 | 4   | 1 | 0   | 1   | 0 | 6   | 2   | +4  |
| 2   | HC Davos       | 2 | 3   | 1 | 0   | 0   | 1 | 6   | 7   | -1  |
| 3   | Adler Mannheim | 2 | 2   | 0 | 1   | 0   | 1 | 4   | 7   | -3  |

Lp. = lokata, M = liczba rozegranych spotkań, Pkt = Liczba zdobytych punktów, W = Wygrane, WpD = Wygrane po dogrywce lub karnych, PpD = Porażki po dogrywce lub karnych, P = Porażki, G+ = Gole strzelone, G- = Gole stracone, +/- = bilans bramek

## Faza pucharowa
Ćwierćfinały
| 29 grudnia 2011 | Fribourg-Gottéron | 5:2 | Adler Mannheim | Vaillant Arena |

| Szczegóły      | Szczegóły                                                                                                 | Szczegóły       | Szczegóły                                 | Szczegóły                                                                      |
| -------------- | --- | --------------- | ----------------------------------------- | ------------------------------------------------------------------------------ |
| Godzina: 15:00 | G. Mauldin (SH) 02:57 B. Plüss (PP) 21:03 M. Talbot (EQ) 34:50 Ch. Dubé (PP) 49:07 J. Sprunger (EQ) 56:04 | (1:0, 2:1, 2:1) | 29:18 (EQ) F. Mauer 45:29 (EQ) M. Płachta | Widzów: 6.504 Sędzia główny: Brent Reiber Sędziowie liniowi: Stéphane Rochette |
| Godzina: 15:00 | 4 min. |                 | 6 min.                                    | Widzów: 6.504 Sędzia główny: Brent Reiber Sędziowie liniowi: Stéphane Rochette |

| 29 grudnia 2011 | HC Davos | 7:5 | Saławat Jułajew Ufa | Vaillant Arena |

| Szczegóły      | Szczegóły | Szczegóły       | Szczegóły | Szczegóły                                                                         |
| -------------- | --- | --------------- | --- | --------------------------------------------------------------------------------- |
| Godzina: 20:15 | J. Marha (EQ) 02:02 L. Eriksson (EQ) 03:24 J. Thornton (EQ) 06:57 S. Alatalo (EQ) 15:09 P. Sýkora (PP) 16:29 P. Kane (PP) 26:58 P. Kane (EQ) 29:28 | (5:1, 2:2, 0:2) | 02:10 (EQ) I. Mirnow 20:58 (EQ) A. Switow 26:08 (PP) D. Parszyn 45:30 (PP) A. Pihlström 53:28 (PP) I. Mirnow | Widzów: 6.504 Sędzia główny: Antonín Jeřábek Sędziowie liniowi: Daniel Piechaczek |
| Godzina: 20:15 | 18 min. |                 | 18 min. | Widzów: 6.504 Sędzia główny: Antonín Jeřábek Sędziowie liniowi: Daniel Piechaczek |

Półfinały
| 30 grudnia 2011 | Team Canada | 5:1 | Fribourg-Gottéron | Vaillant Arena |

| Szczegóły      | Szczegóły | Szczegóły       | Szczegóły                 | Szczegóły                                                                           |
| -------------- | --- | --------------- | ------------------------- | ----------------------------------------------------------------------------------- |
| Godzina: 15:00 | J. Spezza (PP) 16:32 M.-A. Pouliot (EQ) 22:47 M. Duchene (SH) 36:05 C. Colaiacovo (EQ) 46:25 M. Duchene (EQ) 54:34 | (1:0, 2:1, 2:0) | 36:29 (PP) J. Kwiatkowski | Widzów: 6.504 Sędzia główny: Daniel Piechaczek Sędziowie liniowi: Stéphane Rochette |
| Godzina: 15:00 | 26 min. |                 | 10 min.                   | Widzów: 6.504 Sędzia główny: Daniel Piechaczek Sędziowie liniowi: Stéphane Rochette |

| 30 grudnia 2011 | HC Vítkovice | 4:5 | HC Davos | Vaillant Arena |

| Szczegóły      | Szczegóły                                                                             | Szczegóły       | Szczegóły                                                                                                | Szczegóły                                                                     |
| -------------- | ------------------------------------------------------------------------------------- | --------------- | --- | ----------------------------------------------------------------------------- |
| Godzina: 20:15 | L. Klimek (EQ) 27:31 T. Kudělka (EQ) 31:09 R. Szturc (EQ) 42:42 V. Svačina (EQ) 54:37 | (0:1, 2:2, 2:2) | 11:48 (EQ) P. Kane 31:45 (EQ) G. Hofmann 36:02 (EQ) D. Bürgler 46:28 (EQ) J. Thornton 59:48 (EQ) P. Kane | Widzów: 6.504 Sędzia główny: Brent Reiber Sędziowie liniowi: Graham Skilliter |
| Godzina: 20:15 | 4 min.                                                                                |                 | 4 min.                                                                                                   | Widzów: 6.504 Sędzia główny: Brent Reiber Sędziowie liniowi: Graham Skilliter |

Finał
| 31 grudnia 2011 | Team Canada | 7:2 | HC Davos | Vaillant Arena |

| Szczegóły      | Szczegóły | Szczegóły       | Szczegóły                                | Szczegóły                                                                         |
| -------------- | --- | --------------- | ---------------------------------------- | --------------------------------------------------------------------------------- |
| Godzina: 12:00 | P. Bergeron (EQ) 00:46 D. Walser (PP) 03:14 R. Smyth (SH) 08:59 R. Smyth (EQ) 21:34 J. Tavares (EQ) 30:24 J. Spezza (EQ) 40:24 J. Tavares (SH) 49:37 | (3:1, 2:0, 2:1) | 17:19 (EQ) D. Bürgler 57:29 (EQ) R. Diaz | Widzów: 6.504 Sędzia główny: Daniel Piechaczek Sędziowie liniowi: Antonín Jeřábek |
| Godzina: 12:00 | 12 min. |                 | 14 min.                                  | Widzów: 6.504 Sędzia główny: Daniel Piechaczek Sędziowie liniowi: Antonín Jeřábek |

## Statystyki
Ostateczna kolejność
| Lp.   | Drużyna             |
| ----- | ------------------- |
| złoto | Team Canada         |
|       | HC Davos            |
|       | HC Vítkovice        |
| 4     | Fribourg-Gottéron   |
| 5     | Saławat Jułajew Ufa |
| 6     | Adler Mannheim      |

| Zawodnik         | Drużyna           | Mecze | Gole | Asysty | Pkt |
| ---------------- | ----------------- | ----- | ---- | ------ | --- |
| Julien Sprunger  | Fribourg-Gottéron | 4     | 3    | 2      | 5   |
| Patrice Bergeron | Team Canada       | 4     | 1    | 4      | 5   |
| Andriej Bykow    | Fribourg-Gottéron | 4     | 1    | 4      | 5   |
| Patrick Kane     | HC Davos          | 5     | 4    | 1      | 5   |
| Joe Thornton     | HC Davos          | 5     | 2    | 3      | 5   |

## Drużyna Gwiazd turnieju
Na podstawie:
- Bramkarz:  Dennis Endras
- Obrońcy:  Dennis Seidenberg,  Santeri Alatalo
- Napastnicy:  Patrick Kane,  Matt Duchene,  Julien Sprunger